# Mehdi Pásázáde
Mehdi Pásázáde (perzsául: مهدی پاشازاده; Teherán, 1973. december 27. –) iráni labdarúgóhátvéd.